# بلاو (قبيلة)
البلاو (أو البيلو) هي قبيلة بدوية ناطقة باللغة العربية من أصول بجاوية بدوية تسكن منطقة غرب وجنوب إريتريا.
ويعتقد أن أصل البلاو يعود إلى مكان ما على طول منطقة سواكن في شرق السودان. خلال الموجة الثانية من هجرات البجا إلى إريتريا، دخل شعب البلاو، وهم مجموعة مسيحية في الغالب من أصول مختلطة من البجا والبدو، البلاد بين القرنين الثاني عشر والخامس عشر الميلاديين. واستمرت بعض المجموعات في النزول على طول الساحل حتى زيلع حيث أثرت على التكوينات السياسية والاجتماعية وحصلت على مناصب سياسية بارزة.
لعدة قرون، سيطرت عائلة النائب ذات الأصل البلوي على المنطقة. وكانوا يعيشون في مدن مثل أركيكو ومصوع والعديد من القرى. كان البلاو منتشرين في مختلف أنحاء إريتريا واختلطوا مع قبائل أخرى. كانوا هم الطبقة الحاكمة لبني عامر حتى اُستبدلوا بأسرة الجعليين من شرق السودان. منذ القرن السادس عشر، كان مركزهم الرئيس هو حرقيقو. وأدرك الأتراك قوتهم وعينوا رئيسهم نائبًا لإيالة الحبشة. بسبب نفوذهم وسيطرتهم على منطقة سامهار، لعب البلاو دورًا رئيسًا في التاريخ المحلي. في أثناء الاحتلال المصري، عُين أحد أفراد عائلة نائب السردار [الإنجليزية]
 للقوات في مصوع. كما ساعد البلاو سمهر في نشر الإسلام في إريتريا. وقد منحهم راس [الإنجليزية]
 محافظة تيغراي [الإنجليزية]
 أراضي في المرتفعات، والتي أصبحت مراكز للتعليم الإسلامي. كان عملاؤهم يسافرون على نطاق واسع لجمع الجزية والرسوم التجارية.